# Wolfwil
Wolfwil ist eine politische Gemeinde im Bezirk Gäu des Kantons Solothurn in der Schweiz.

## Geographie
Wolfwil liegt am südöstlichen Ende des Bezirks Gäu. Die Ortschaft grenzt an die Solothurner Gemeinden Kestenholz, Niederbuchsiten, Neuendorf und Fulenbach, den Bernern Gemeinden Schwarzhäusern und Wynau sowie der aargauischen Gemeinde Murgenthal. Ein Dreikantoneeck zu den Kantonen Aargau und Bern findet sich an der Mündung der Murg in die Aare.
Der südliche Grenzverlauf wird zum grössten Teil durch die Aare gekennzeichnet, welche als Naturschutzobjekt von nationaler Bedeutung beachtet werden muss (siehe Bedeutung der Aare zwischen Wolfwil und Wynau).
Seit 2013 ist Georg Lindemann (FDP) Gemeindepräsident. Im Rat ist die Sitzverteilung wie folgt: 5 Sitze FDP, 3 Sitze Mitte-Partei, 1 Sitz SVP.

## Bevölkerung
| Bevölkerungsentwicklung | Bevölkerungsentwicklung |
| Jahr                    | Einwohner               |
| ----------------------- | ----------------------- |
| 1837                    | 873                     |
| 1850                    | 1033                    |
| 1900                    | 926                     |
| 1950                    | 1738                    |
| 2004                    | 2025                    |
| 2007                    | 2021                    |
| 2019                    | 2320                    |

## Wappen
Blasonierung
In Weiss auf rotem Schildfuss mit zwei weissen W rechtsschreitender roter Wolf.

## Persönlichkeiten
- Richard Kissling (1848–1919), Bildhauer
- Robert Mäder (1875–1945), römisch-katholischer Priester
- August Ackermann (1883–1968), Pfarrer und Publizist
- Paul Kölliker (1932–2021), Schweizer Ruderer und Journalist
- Werner Kölliker (* 1932), Schweizer Ruderer
- Markus Büttiker (1950–2013), Physiker
- Rolf Büttiker (* 1950), Politiker, Ständeratspräsident 2006
- Urs Niggli (* 1953), Agrarwissenschaftler
- Markus Kissling (* 1959), Schauspieler, Künstler sowie Kultur- und Sozialunternehmer
- Denise Kölliker (* 1970), Volleyball- und Beachvolleyballspielerin

## Bilder

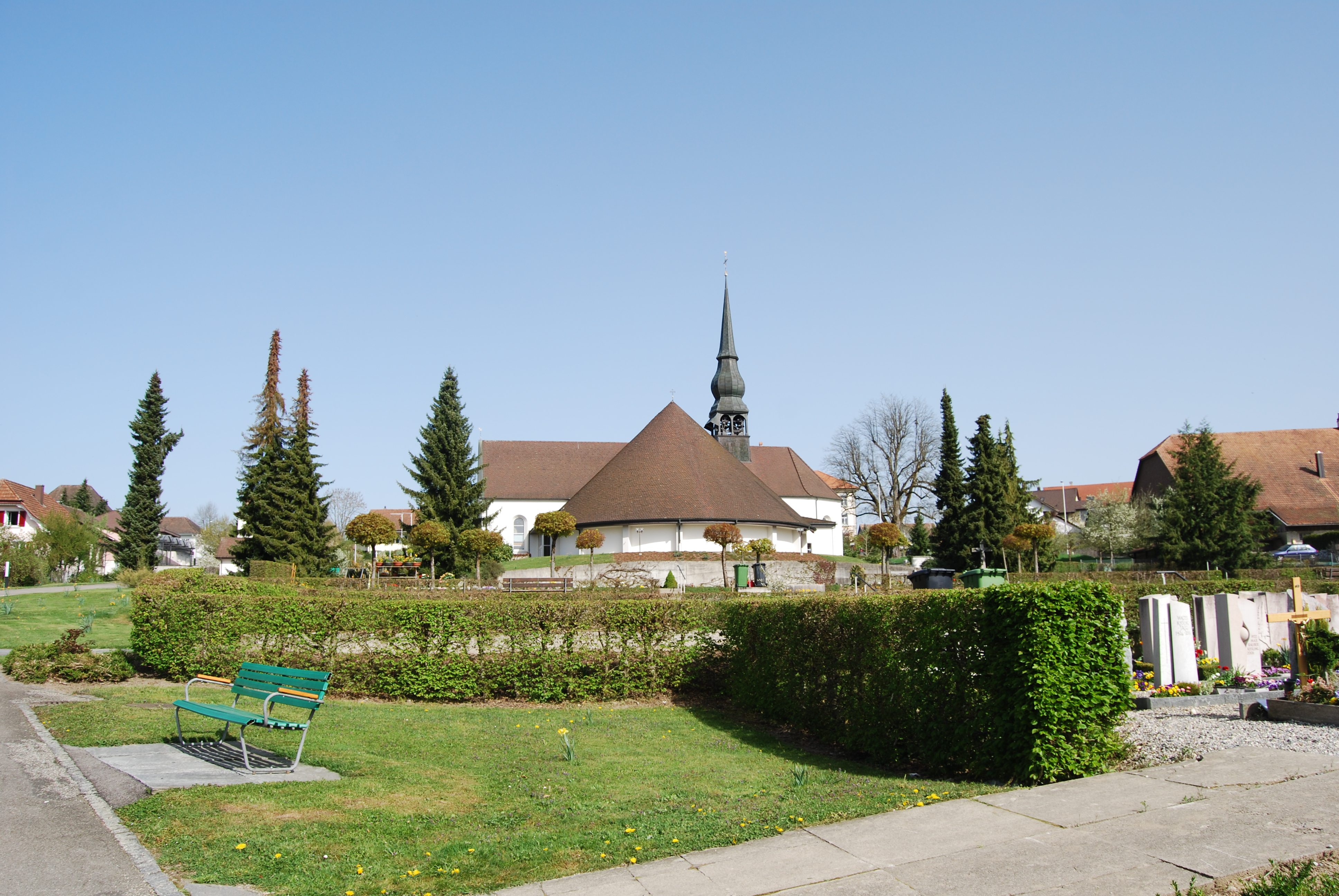
Kirche und Friedhof von Wolfwil
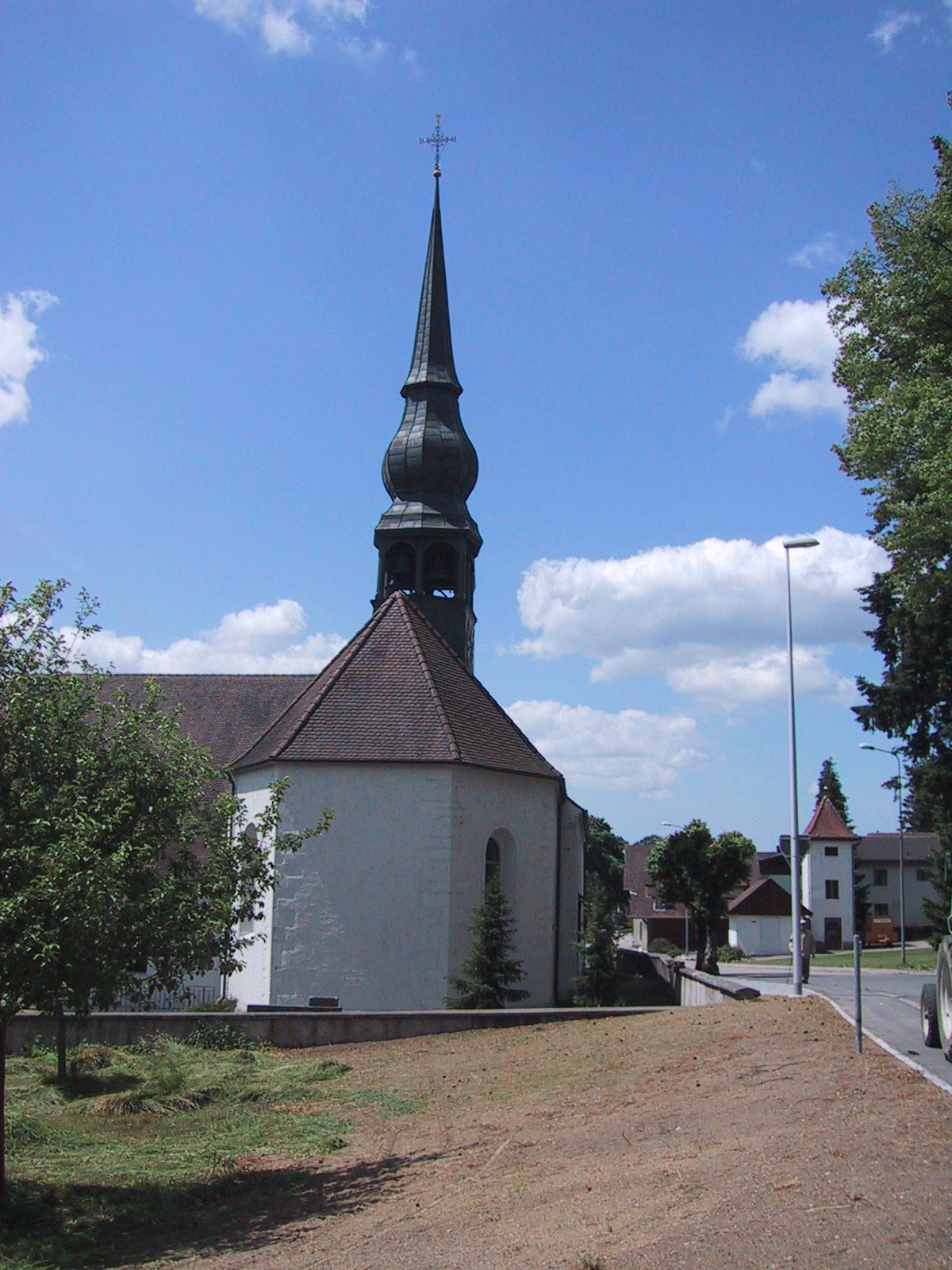
Kirche von Wolfwil
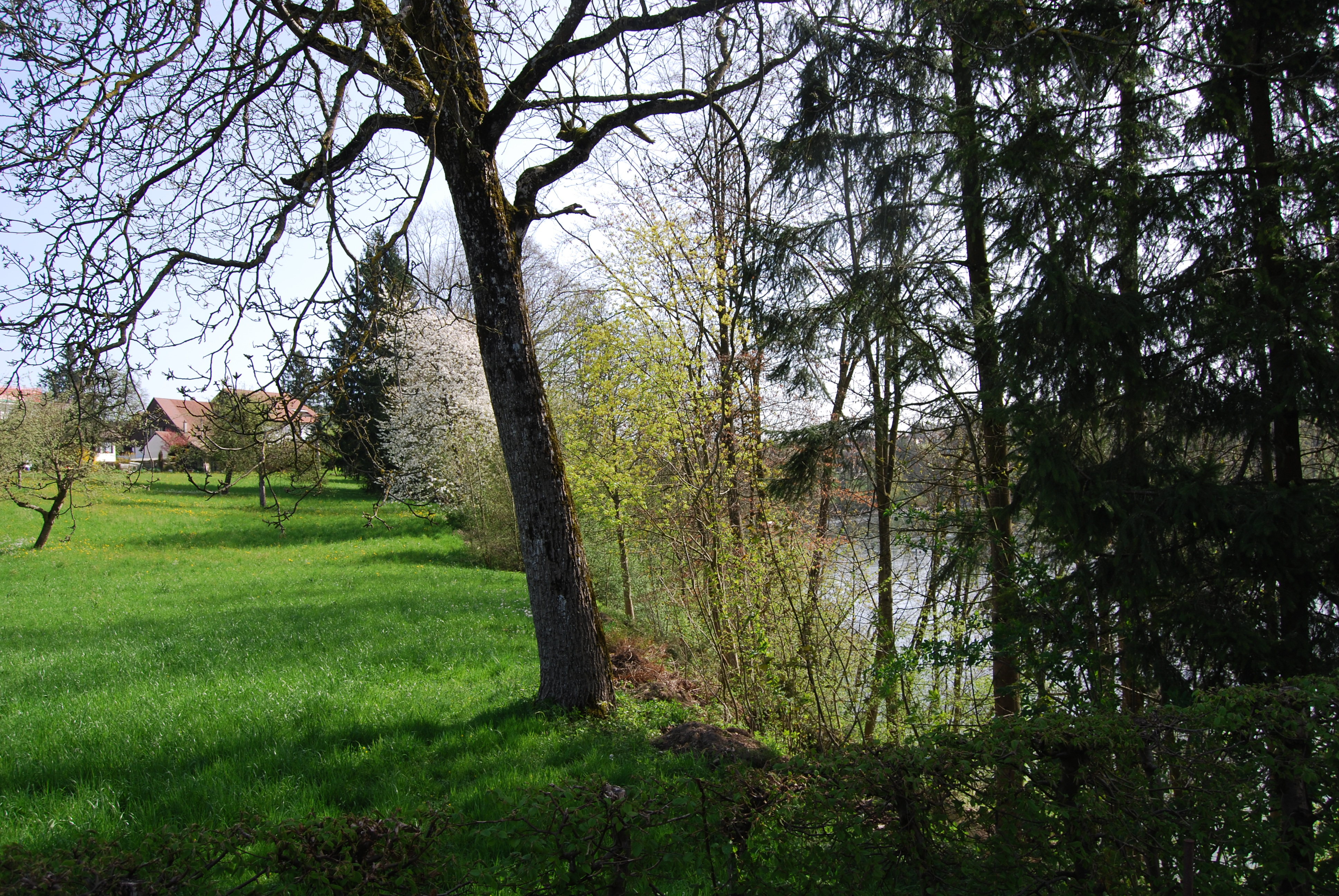
Die Aare bei Wolfwil
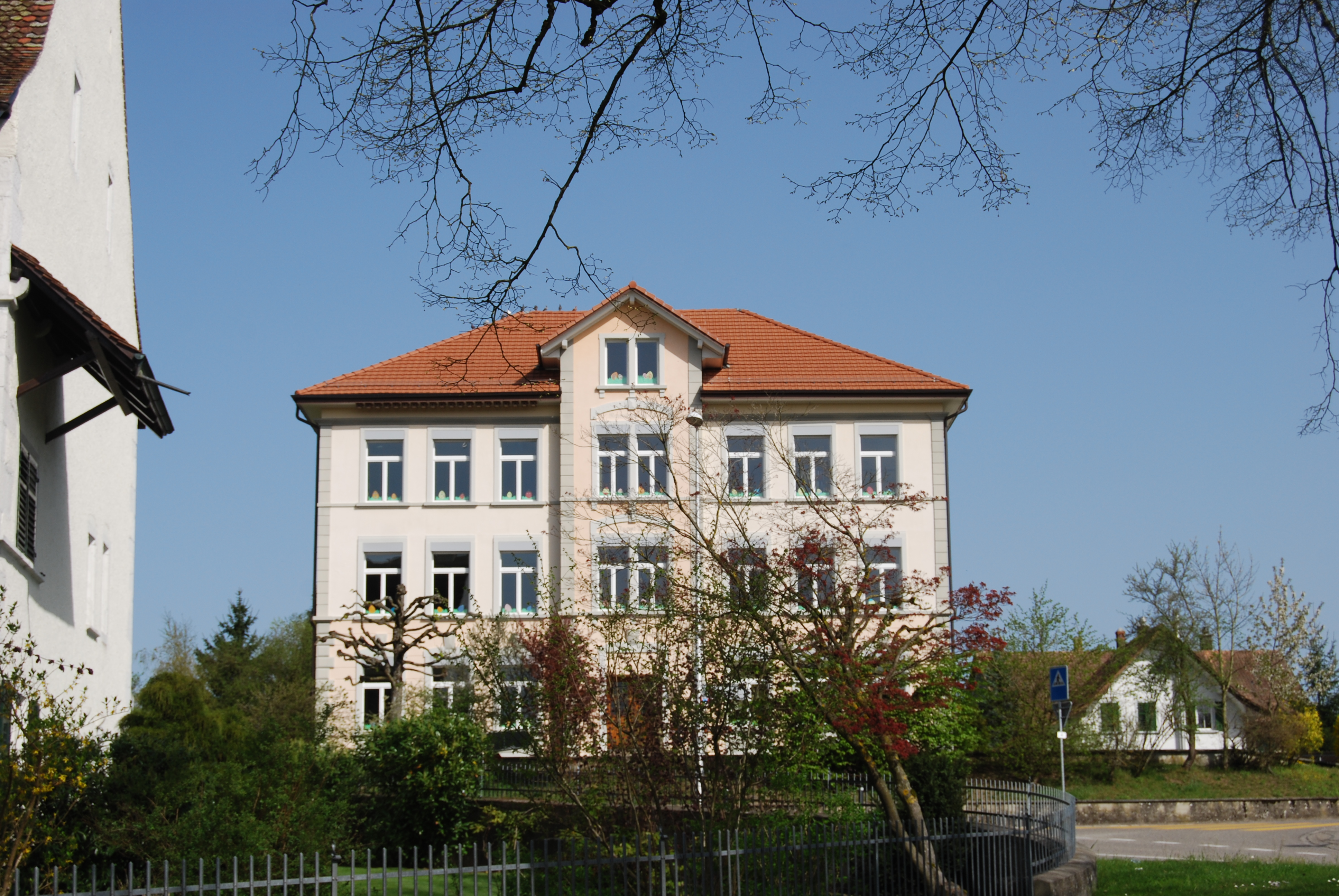
Schulhaus
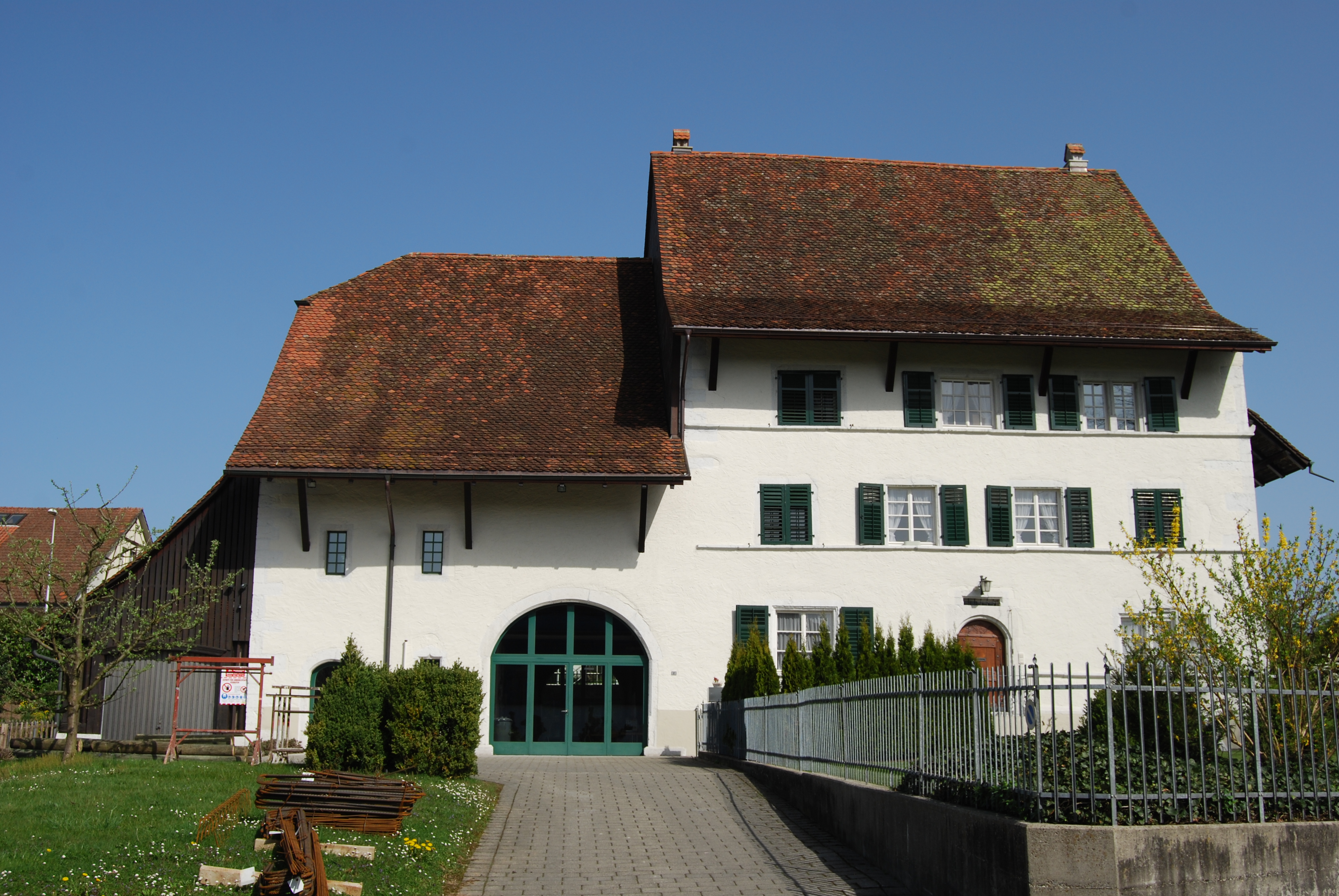
Herrschaftliches Haus in Wolfwil
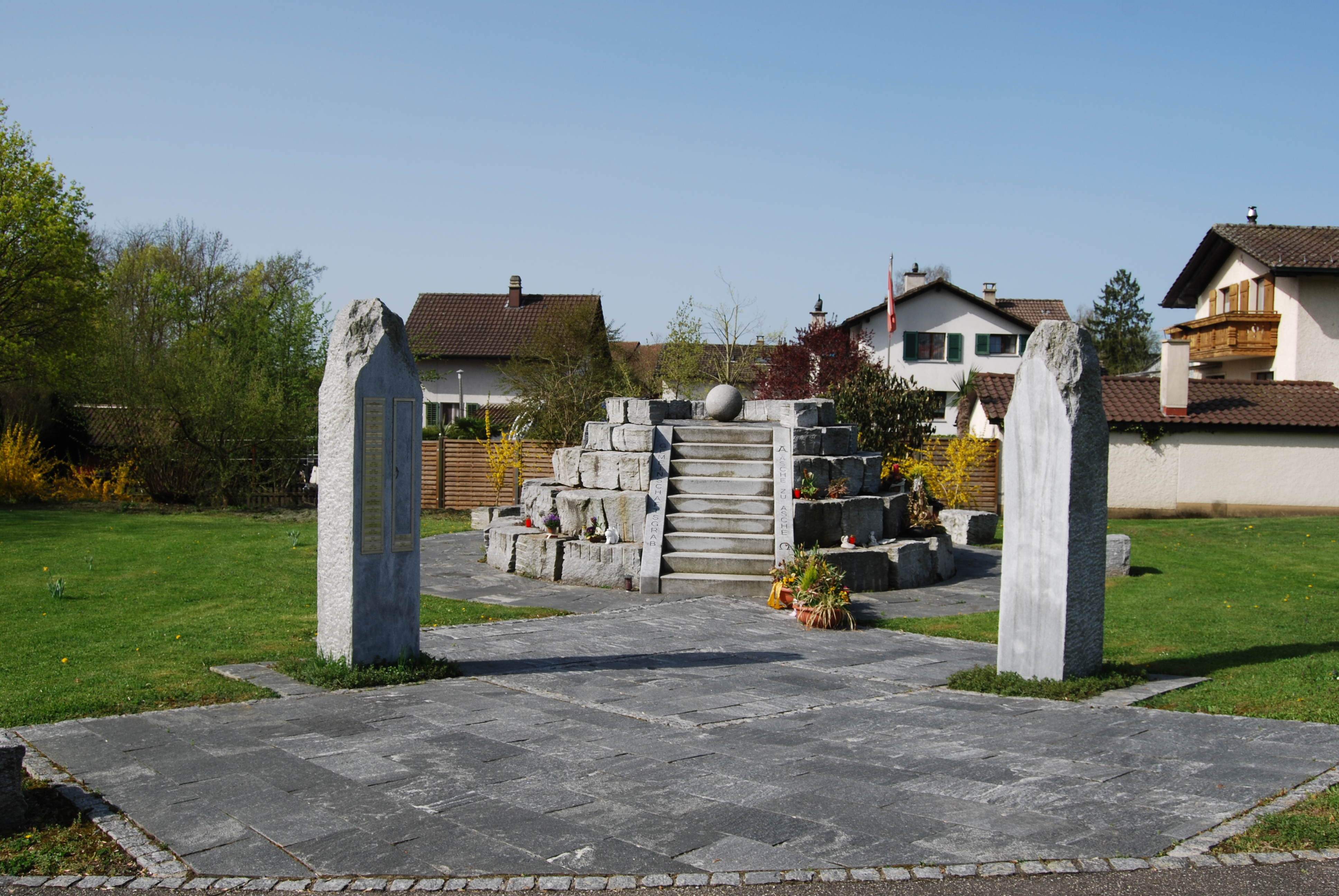
Gemeinschaftsgrab auf dem Friedhof Wolfwil